# Stanisław Jan Jabłonowski

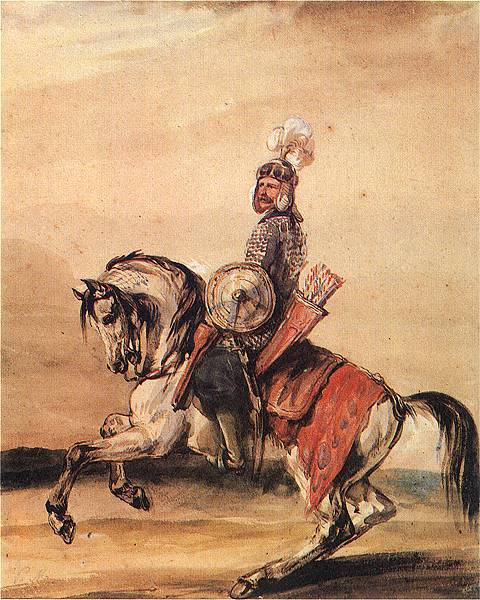
Hetman Stanisław Jabłonowski na obrazie Piotra Michałowskiego

Stanisław Jan Jabłonowski herbu Prus III (ur. 3 kwietnia 1634 w Łuczy koło Jabłonowa, zm. 2 kwietnia 1702 roku we Lwowie) – kasztelan krakowski w latach 1692–1702, hetman wielki koronny w latach 1682–1702, hetman polny koronny w latach 1676–1682, wojewoda ruski w latach 1664–1692, oboźny koronny (dworski) w latach 1661–1664, strażnik koronny w latach 1660–1661, pułkownik królewski, starosta błoński w 1685 roku, starosta białocerkiewski, buski, janowski, korsuński, czehryński, mościcki, sieradzki, kamieniecki, żydaczowski i świecki, starosta barski w 1697 roku, starosta lityński, starosta międzyrzecki w 1691 roku, pułkownik wojska powiatowego województwa ruskiego w 1671 roku, rotmistrz wojska powiatowego ziemi lwowskiej w 1671 roku.
Dziadek króla Polski Stanisława Leszczyńskiego.
Jako senator wziął udział w sejmach: 1664/1665, 1666 (I), 1666 (II), 1667, 1668 (I), 1668 (II), 1668 (III), 1669 (I), 1672 (II), 1674 (II), 1676, 1677, 1678/1679, 1681, 1683, 1685, 1688, 1688/1689, 1690, 1692/1693, 1696 i 1697 (I).

## Życiorys
Był synem Jana Stanisława Jabłonowskiego (ok. 1600–1647), miecznika koronnego, i Anny Ostroróg, córki wojewody, mówcy i pisarza, Jana Ostroroga.
Karierę wojskową rozpoczął w 1655 prowadząc walki z Rosją i Kozakami. W 1657 brał udział w wojnie z Jerzym II Rakoczym. Później odznaczył się w czasie wojny szwedzkiej (1656), walcząc pod dowództwem Stefana Czarnieckiego. W 1659 walczył na Ukrainie pod rozkazami Stanisława „Rewery” Potockiego oraz Jerzego Sebastiana Lubomirskiego. W 1660 został strażnikiem wielkim koronnym, a w 1661 oboźnym wielkim koronnym. Od 1664 wojewoda ruski, w latach późniejszych walczył z Turkami i Tatarami pod wodzą Jana Sobieskiego. Wziął udział w wojnie polsko-kozacko-tatarskiej 1666-1671, gdzie już wtedy Sobieski powierzał mu dowództwo nad częścią swych sił, jak w bitwach pod Podhajcami czy pod Kalnikiem.
W 1667 był członkiem Trybunału Skarbowego Koronnego. Był marszałkiem sejmików województwa ruskiego w: 1668, 1669, 1672, 1702 roku.
W 1662 pobierał z kasy ambasadora francuskiego w Rzeczypospolitej Antoine de Lumbres’a pensję w wysokości 8000 franków za poparcie planu elekcji vivente rege kandydata francuskiego Ludwiki Marii Gonzagi. Na sejmie abdykacyjnym 16 września 1668 roku podpisał akt potwierdzający abdykację Jana II Kazimierza Wazy. Był członkiem konfederacji generalnej zawiązanej 5 listopada 1668 roku na sejmie konwokacyjnym. Po abdykacji Jana II Kazimierza Wazy w 1668 roku, popierał do polskiej korony kandydaturę francuskiego księcia Wielkiego Kondeusza. Był członkiem konfederacji malkontentów w 1672 roku.
W roku 1673 poprowadził szarżę polskiej husarii pod Chocimiem, w 1674 blokował garnizon turecki w Kamieńcu Podolskim, w 1675 bronił przed Turkami Złoczowa, w 1676 dowodził częścią armii polskiej pod Żurawnem. W bitwie pod Wiedniem w 1683 dowodził prawym skrzydłem. Dowodził także częścią armii pod Parkanami. Walczył na Bukowinie i Multanach.
Podczas elekcji w 1674 zażarty zwolennik Jana Sobieskiego, przyczynił się do jego wyboru na króla. Elektor Jana III Sobieskiego z województwa ruskiego w 1674 roku, podpisał jego pacta conventa. W roku 1676 został hetmanem polnym koronnym i odtąd trwał na straży południowo-wschodnich kresów Rzeczypospolitej. W 1683 sejm przyznał mu buławę hetmana wielkiego koronnego. Wcześniej jednak, bo już w 1681 wszedł czynnie w ówczesne życie polityczne, intrygując przeciw królowi Janowi III. Z tego powodu popadł z królem w zatarg, a wzajemnych niechęci nie zdołała zatrzeć nawet odsiecz wiedeńska, w której Jabłonowski wybitnie się odznaczył. W latach następnych brał udział we wszystkich walkach na rubieżach południowo-wschodnich. W 1684 wyprawiał się na Kamieniec Podolski, w 1685 dowodził nieudaną wyprawą na Bukowinę, w 1686 brał udział w wyprawie na Wołoszczyznę. W 1692 został kasztelanem krakowskim. W tym samym roku bez powodzenia oblegał Kamieniec Podolski. W 1694 wziął udział w bitwie pod Uścieczkiem z Tatarami oraz rozbił na drodze do Kamieńca Podolskiego konwój turecki. W 1695 wziął udział w rozgromieniu ostatniego najazdu Tatarów w bitwie pod Lwowem, za co Lwowianie uczcili hetmana pomnikiem. Na jego cześć jedną z głównych ulic Lwowa nazwano Wałami Hetmańskimi. Po śmierci króla Jana III Sobieskiego (1696) był kandydatem do ręki królowej i korony.
Po zerwanym sejmie konwokacyjnym 1696 roku przystąpił 28 września 1696 roku do konfederacji generalnej. W 1697 był elektorem Augusta II Mocnego z województwa krakowskiego, podpisał jego pacta conventa. 
W roku 1699 odebrał z rąk tureckich twierdzę kamieniecką, straconą za panowania Michała Korybuta Wiśniowieckiego. Był elektorem Michała Korybuta Wiśniowieckiego w 1669 roku z województwa kijowskiego.
W swoim długim życiu odznaczył się dużą ofiarnością, przede wszystkim jako wojownik, który na potrzeby wojny i wojska nie szczędził własnych, nieraz bardzo dużych sum pieniężnych, przez co cieszył się dużym powodzeniem.

## Wywód przodków
| 4. Maciej Jabłonowski          |  |                     |  |  |                              |
|                                |  | 2. Jan Jabłonowski  |  |  |                              |
| 5. Katarzyna Kłomnicka         |  |                     |  |  |                              |
|                                |  |                     |  |  | 1. Stanisław Jan Jabłonowski |
| 6. Jan Ostroróg                |  |                     |  |  |                              |
|                                |  | 3. Anna z Ostroroga |  |  |                              |
| 7. Zofia księżniczka Zasławska |  |                     |  |  |                              |
|                                |  |                     |  |  |                              |

## Życie prywatne
Jego synem był Jan Stanisław Jabłonowski, a jego córka Anna, która wyszła za Rafała Leszczyńskiego, była matką króla Stanisława Leszczyńskiego.

## Upamiętnienie
12 lutego 2013 sekretarz stanu Czesław Mroczek działając z upoważnienia Ministra Obrony Narodowej nadał 3 Regionalnej Bazie Logistycznej w Krakowie imię patrona – Hetmana Wielkiego Koronnego Stanisława Jana Jabłonowskiego.